# Chudajbergen Děvanov
Chudajbergen Děvanov (1879 Chiva – 1940 Taškent) byl první uzbecký fotograf, filmař a kameraman. Je považován za velkou kulturní postavu ve své rodné Chivě, kde se věnoval fotografování města a jeho obyvatel. Fotografie Chudajbergena Děvanova byly jedinečné z hlediska demonstrace historicky významného přechodu středoasijských národů do Sovětského svazu. Přes jeho průkopnictví v tomto nově představeném druhu vizuálního umění s jeho etnografickými a dokumentárními fotografiemi v regionu, Chudajbergen Děvanov byl potlačen sovětským režimem a popraven v roce 1940. Po jeho zatčení orgány činnými v trestním řízení zničily velkou část Děvanovova archivu; jeho rodině se však podařilo část archivu zachovat. Některá Děvanovova díla jsou v současné době zachována v ruském Státním dokumentárním filmovém a fotografickém archivu v Krasnogorsku.

## Životopis
Chudajbergen Děvanov se narodil v roce 1879 do rodiny sekretáře Amána, vedoucího a správce majetku v Khojeyli, Nurmuhammada Děvana. Vzdělání získal doma, kde se naučil perštinu a arabštinu. Měl rád poezii a pokoušel se ji také psát. Naučil se hrát na téměř všechny tradiční uzbecké hudební nástroje. Užíval si zahradničení, na své rodinné zahradě pěstoval téměř 10 odrůd květin podle umělce Madrahima Jakubova Šerozije. Asi od svých sedmi let měl rád vědu.
Naučil se číst a psát rusky a asi ve svých čtrnácti letech studoval němčinu od německy mluvících lidí žijících v Bílé mešitě v Chivě. Jeho prvním učitelem byl německý fotograf a filmař Wilhelm Penner, který ho zasvětil do fotografie a práce s fotoaparátem.

## Fotografie a film
V konzervativní islámské společnosti, kde byl zákaz zobrazování všech náboženských subjektů, se Děvanovi podařilo věnovat svému fotografickému koníčku.
Děvanov v roce 1908 navštívil Petrohrad jako delegace z Chivského Chanátu. V hlavním městě Ruské říše se seznámil se složitostí fotografického řemesla a učil se od ruských profesionálů. Poté, co dokončil svou práci v rámci delegace, zůstal v Petrohradě dva měsíce na stáži. Zpět domů přivezl různé filmové a fotografické doplňky, včetně značkové filmové kamery PATE č. 593, která mu umožnila samostatně natočit první uzbecký dokument. V roce 1910 natočil Chána Isfandijara, jak jede v lehkém otevřeném čtyřkolovém kočáře. Dochovaly se i jeho první filmy Památky architektury našeho regionu (114 metrů, 1913) nebo Typy Turkestánu (100 metrů, 1916) a další.
Rok 1908 byl zrodem uzbecké kinematografie. Děvanov natáčel a fotografoval různé mešity, historické památky a minarety, propagující kulturu a památky Chivy.

## Smrt a odkaz
V roce 1936 začal Děvanov dostávat starobní důchod. Členové strany Polyazxoji Chiva Jusupov, Šolikarov, Mulla Bekchan Rachmanov, Otajanov, stejně jako Akmal Ikramov a Fayzulla z Uzbekistánu, spojili síly s Děvanovem proti stalinistické ekonomice a prohlašovali, že stát je nepřítelem lidu. V roce 1938 byl poslán do tábora politických vězňů v Jangijulu. V roce 1940 byl v Taškentu zastřelen.
Děvanov a jeho společníci byli rehabilitováni v roce 1958. Nyní mu věnuje výstavu muzeum v Ičan Kala v Chivě.